# روبرت جنتلمان
روبرت جنتلمان (بالإنجليزية: Robert Gentleman)‏ (28 أغسطس 1923 – 2005) هو سبّاح من بريطانيا الغظمي راحل، مثّل بلاده في الألعاب الأولمبية الصيفية 1948.

## روابط خارجية
روبرت جنتلمان على موقع أوليمبيديا (الإنجليزية)